# 難民支援協会
特定非営利活動法人難民支援協会（なんみんしえんきょうかい、Japan Association for Refugees、略称はJAR）とは、在日の難民や難民申請者、仮放免者などに対する支援を行う日本の人権団体。その略称から公式ではないものの外国籍者などから「ジャー」と呼ばれる事が多く、愛称として内部スタッフもその呼び名を使用している。

## 概要
難民申請者への電話相談受付、難民申し出者への羽田空港への急行、面談、緊急避難的な措置（住居確保・生活支援物資の支給など）、さらに難解な申請書類作成のフォロー、難民には医療保険適用外の為の医療支援、定住するまでのフォロー、政策提言などを行っている。難民支援協会には、日々50件ほどの電話や来訪による相談が難民申請者から寄せられている。
難民支援協会への相談者の国籍は、日本に民族コミュニティがあるミャンマー出身者や、エチオピア、コンゴ民主共和国、ウガンダ、ナイジェリアなどアフリカ出身者が多い。
2009年6月、参議院総務委員会に事務局長の石川えりが参考人として招致され、出入国管理法改正案と住民基本台帳法改正案について意見表明を行った。
2014年9月時点でシェルターと呼ばれる8部屋分の緊急宿泊施設を所有し、そこが満室時は宿泊費支援を行っている。
近年では、日本への難民申請者およそ3,000人の内およそ2,000人の難民申請者との面談を果たした年もあったという。
現在の本部所在地は東京都千代田区西神田2-5-2 TASビル4階で、所在地への飛び込み相談にも応じている。
国際連合難民高等弁務官事務所（UNHCR）の事業実施契約締結団体に指定された日本を代表する難民支援団体である。国連経済社会理事会（ECOSOC）から、特別協議資格団体（Special Consultative Status）として認められている。
2017年2月、日本初の民間主導による難民受け入れ "プライベート・スポンサーシップ"を開始することを発表。高等教育の機会を奪われたシリア難民の留学生受け入れ事業を、日本語学校との協力で開始した。

## 歴史
日本に難民申請をしている人々の過酷な境遇を偶然知った初期設立者らを中心に、1999年7月に設立される。代表理事には地理学者の鴨澤巌（法政大学名誉教授、1924年 - 2003年）、事務局長にはアムネスティ・インターナショナル日本支部で活動していた筒井志保が就任した。
2000年8月、国連難民高等弁務官（UNHCR）日本・韓国地域事務所（現駐日事務所）と、個別の難民申請者・難民の方々の支援等を行う事業実施契約パートナーを締結。2003年以降は、中村義幸（明治大学教授）が代表理事に就任。2014年12月1日付にて中村が退任し、2代目事務局長の石川えりが代表理事に就任した。
2017年2月、日本初の民間主導による難民受け入れ "プライベート・スポンサーシップ"を開始することを発表。高等教育の機会を奪われたとされるトルコ籍シリア難民申請者の留学生受け入れ事業を、日本語学校との協力で開始した。

## 政策提言活動
2004年、難民認定法改正に際し、4月に民主党法務委員会・公明党難民問題PT、10月に自由民主党NGOタウンミーティングそれぞれで報告。
2009年6月、参議院総務委員会に事務局長の石川えりが参考人として招致され、出入国管理法改正案と住民基本台帳法改正案について意見表明を行う。
2020年7月に、入管法改正に際し日本共産党と懇談、、また、立憲民主党外国人受け入れ制度及び多文化共生社会のあり方に関する検討合同PTで発言した。
2021年と2023年に、国会での入管法改正審議に伴い、入管法改正案の問題を伝えるキャンペーンを実施。

## 東日本大震災被災地の支援
また、宮城県気仙沼市などで、被災したフィリピン人や中国人などの外国籍女性を対象に、ホームヘルパー2級取得のための就労支援事業を実施した。

## 出版物
- 『支援者のための難民保護講座』本間浩監修／特定非営利活動法人難民支援協会編（現代人文社、2006年）
- 『外国人をめぐる生活と医療――難民たちが地域で健康に暮らすために』森恭子監修／特定非営利活動法人難民支援協会編（現代人文社、2010年）
- 『海を渡った故郷の味 Flavours Without Borders』認定NPO法人難民支援協会（著）（ジュリアン、2013年）

## 受賞歴
- 2005年10月 優秀志民活動賞 受賞（社団法人東京青年会議所）[17]
- 2006年1月 第20回東京弁護士会人権賞 受賞（東京弁護士会）[18]
- 2007年9月 第1回共生・地域文化大賞 優秀賞（浄土宗）[19]
- 2009年8月 第21回毎日国際交流賞 受賞（毎日新聞社）[20]
- 2013年1月 国際交流基金地球市民賞 受賞（国際交流基金）[21]
- 2013年12月 エクセレントNPO大賞 大賞・組織力賞 受賞（「エクセレントNPO」を目指そう市民会議）[22]
- 2016年10月 第8回沖縄平和賞 受賞（沖縄県）[23]